# Флаг Советского городского округа (Ставропольский край)
Флаг Советского городского округа Ставропольского края Российской Федерации — опознавательно-правовой знак, служащий официальным символом муниципального образования.
Ныне действующий флаг первоначально был утверждён 25 апреля 2007 года как флаг Советского муниципального района Ставропольского края и 6 июля 2007 года внесён в Государственный геральдический регистр Российской Федерации с присвоением регистрационного номера 3466.
Решением совета депутатов Советского городского округа от 12 июля 2018 года № 148 данный флаг был установлен в качестве официального символа Советского городского округа Ставропольского края.

## Описание
Описание флага Советского городского округа гласит:

Флаг представляет собой прямоугольное бело-красное скошенное полотнище с соотношением ширины к длине 2:3, несущее в середине между процветшими лилиями переменных цветов, положенными поверх деления флага, — волнистый пояс, переменяющий цвет с белого (на красном) на голубой (в белом) и опрокинуто-пронзённый золотым мечом, аналогично гербу.— Решение совета депутатов Советского городского округа от 12 июля 2018 года № 148

## Обоснование символики
Флаг разработан на основе герба Советского городского округа и воспроизводит фигуры гербовой композиции, отражающие исторические особенности округа.
Граница Советского городского округа Ставропольского края соответствует границе Советского района Ставропольского края. Советский район раскинулся по обе стороны реки Кумы, которая на протяжении многих столетий привлекала сюда людей. На гербе округа волнистый пояс символизирует эту реку. Разделение пояса на серебро и лазурь символизирует границу между Европой и Азией, проходящую по Кумо-Манычской впадине.
Административным центром Советского района является город Зеленокумск, выросший из слободы Александровской (позднее — села Воронцово-Александровского) и села Новогригорьевского, располагавшихся по берегам реки друг напротив друга (аллегорически показано расположением лилий относительно пояса).
Слобода Александровская была заселена переселенцами из имений графа Воронцова. Это символически отражено в гербе Советского городского округа лилиями, которые присутствуют на графском гербе. Процветшая лилия является символом славы и плодородия.
В те далёкие времена недалеко от Зеленокумска, в районе города Георгиевска, проходил левый фланг Кавказской военной линии. Всё это символически отражено диагональным разделением герба городского округа (аналогично по цветовому решению гербу графа Воронцова) и изображением золотого меча. Положение меча остриём вниз символизирует мирный характер местного населения.
Красный цвет — символ мужества, жизнеутверждающей силы и красоты, праздника.
Голубой цвет — символ возвышенных устремлений, искренности, преданности, возрождения.
Белый цвет — символ открытости, совершенства, благородства, взаимопонимания.
Жёлтый цвет — символ высшей ценности, величия, великодушия, богатства, урожая.

## История
Проект флага Советского муниципального района Ставропольского края был составлен на основе проекта герба, разработанного при участии Союза геральдистов России авторским коллективом в составе: Алексей Коберняков и Константин Мочёнов (идея флага); Оксана Фефелова (художник); Оксана Афанасьева и Галина Русанова (компьютерный дизайн); Вячеслав Мишин (обоснование символики).
Разработчики взяли за основу символику родового герба Воронцовых — «образ классической геральдической лилии», поскольку районный центр Зеленокумск до 1963 года был селом Воронцово-Александровским, здесь были земли графа А. Р. Воронцова.
25 апреля 2007 года, после рассмотрения проектов положений о гербе и флаге Советского муниципального района, районный Совет официально утвердил символы муниципального образования и принял решение направить герб и флаг на регистрацию в государственную Герольдию.
После прохождения экспертизы в Геральдическом совете при Президенте РФ герб и флаг Советского муниципального района Ставропольского края были внесены в Государственный геральдический регистр (герб — под номером 3465, флаг — под номером 3466).